# École princière de dessin de Weimar
Ne doit pas être confondu avec École des beaux-arts de Weimar.

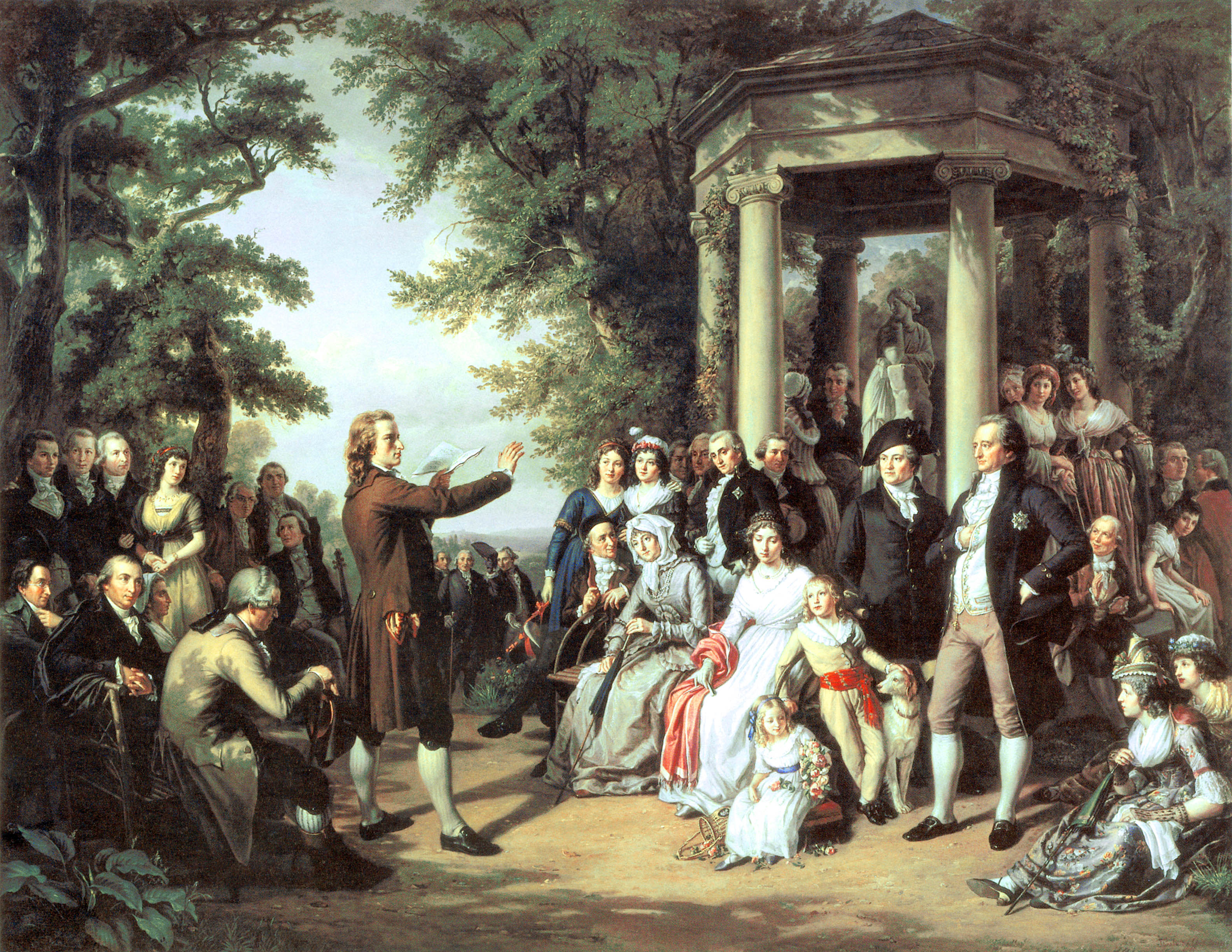
Theobald von Oer (1807-1885) : La Cour des muses de Weimar. - En 1860, 55 ans après la mort de Schiller, cette huile sur toile représente une lecture de ses poèmes dans le parc du château de Tiefurt. Goethe se trouve à droite, parmi les auditeurs.

L’École princière libre de dessin de Weimar (Fürstliche freie Zeichenschule Weimar) est un ancien établissement éducatif en art et littérature du classicisme de Weimar. Elle a été créée en 1776 à Weimar par l'érudit secrétaire-privé ducal Friedrich Justin Bertuch et le peintre Georg Melchior Kraus. Elle était financée par le jeune duc Charles-Auguste de Saxe-Weimar-Eisenach et très soutenue par Goethe, qui y a enseigné. Ses élèves comptaient la future maîtresse du duc, la tragédienne Karoline Jagemann. Elle a duré jusqu'en 1930.
Les cours avaient lieu à l'origine au château Rouge, puis ils ont été déplacés à la Maison princière (de) en 1807, et plus tard partiellement à l'Esplanade et partiellement à la Großen Jägerhaus. À partir de 1824-1825, l'école a aussi abrité la collection d'art du Grand-Duché, sous la responsabilité de la peintre Louise Seidler (1786-1866). Le Conseil secret de Weimar a eu autorité sur l'école de 1788 à 1832.
Elle ne doit pas être confondue avec l'École grand-ducale saxonne des arts de Weimar (Grossherzoglich-Sächsische Kunstschule Weimar) créée en 1860, l'actuelle École des beaux-arts de Weimar.

## Objectifs
La fondation de l'école est une claire indication du nouvel intérêt pour les arts et l'artisanat dans les cours princières de la deuxième moitié du XVIIIe siècle. Son objectif immédiat était de donner des cours de dessin aux artisans locaux, d'améliorer le sens de l'esthétique de leurs productions et à long terme d'augmenter la qualité de celles-ci. Afin de répandre l'art, le goût et le sens du beau dans un public aussi large que possible, ses cours étaient ouverts sans distinction de sexe ni d'origine sociale. L'école était un important lieu de découverte et de promotion de nouveaux talents et elle a attiré de nombreux artistes dans l'orbite du classicisme de Weimar et de sa « Cour des Muses ».
Pour compléter la formation des connaissances et du talent artistique de ses élèves par la comparaison et la copie, l'école a aussi développé à partir de 1809 sa propre collection de peintures. Elle a organisé à partir de cette date des expositions, abritées à partir de 1824-25 à la Grossen Jägerhaus. En 1837, la collection grand-ducale a été dissoute et mise à disposition de l'école.
La première exposition publique des travaux des élèves a eu lieu en 1779. Les prix distribués pour ces expositions étaient traditionnellement remis le 3 septembre, l'anniversaire du duc Charles-Auguste.
En 1860, l'école a acquis une concurrente, l'École grand-ducale saxonne des arts de Weimar (Grossherzoglich-Sächsische Kunstschule Weimar), et jusqu'à sa disparition en 1930 elle a servi d'école préparatoire pour les élèves de celle-ci.

## Personnalités liées

### Directeurs
- 1776-1806 : Georg Melchior Kraus (1737-1806), peintre et aquafortiste
- 1807-1832 : Johann Heinrich Meyer (1760-1832), peintre et critique d'art, ami de Goethe
- 1833-1843 ? : Ludwig von Schorn (?), lecteur en art, conservateur de la collection d'art grand-ducale
- 1843-? : Adolf Schöll (1805-1882), archéologue, bibliothécaire et historien de la littérature
- 1861-1868 : Johann Christian Schuchardt (de) (1799-1870), graveur sur cuivre, ancien secrétaire privé de Goethe[3]
- 1868-? : Friedrich Preller l'Ancien (1804-1878), ancien élève, peintre et aquafortiste, lecteur à partir de 1843
- 1873-? : Sixtus Armin Thon (1817-1901), ancien élève, peintre, aquafortiste et lithographe, directeur par interim
- 1896 : Hugo Flintzer (1862-1917), peintre (élève de Max Thedy)
- 1917 : Franz Goepfart († 1926), peintre (élève de Max Thedy)
- 1926 : Arno Metzeroth, peintre (membre de la Colonie d'artistes de Schwaan (de))

## Professeurs
Outre ses directeurs, ont aussi enseigné à l'école :
- 1776 : Martin Gottlieb Klauer (de), sculpteur
- 1776 : Konrad Horny, peintre et graveur
- jusqu'en 1820 : Ferdinand Jagemann (1780–1820), peintre

## Élèves
(par dates de naissance)

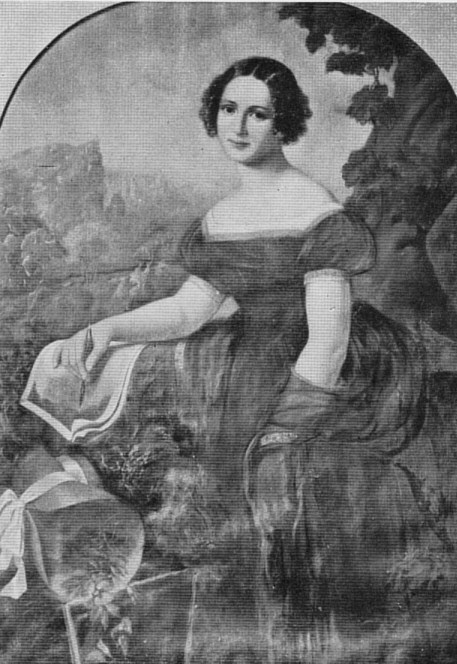
Autoportrait de Julie von Egloffstein.

- Karoline Jagemann (1735-1804), actrice et chanteuse
- Charlotte von Stein (1742-1827), dame d'honneur à la cour de Weimar, amie de Goethe
- Johann Wolfgang von Goethe (1749-1832) et son petit-fils Wolfgang
- Corona Schröter (1751-1802), actrice et chanteuse, figure centrale du théâtre amateur de Goethe à Weimar
- Fritz von Stein (1772-1844), fils de Charlotte von Stein, protégé de Goethe
- Julie von Egloffstein (1792-1869), femme de cour puis peintre
- Franz Horny (1798-1824), peintre
- Friedrich Preller l'Ancien (1804-1878), peintre, plus tard professeur et directeur de l'école
- Franziska Schultze (1805-1864), peintre de fleurs
- Angelica Bellonata Facius (de) (1806-1887), peintre de fleurs et créatrice de médailles
- Ferdinand Bellermann (1814-1889), peintre paysagiste
- Friedrich Martersteig (de), (1814-1899), peintre de genre et d'histoire, professeur d'art
- Sixtus Armin Thon (1817-1901), peintre, plus tard directeur de l'école par intérim
- Carl Hummel (1821-1907), peintre paysagiste
- Karl Hagemeister (1848-1933), peintre
- Magda Langenstraß-Uhlig (diplômée de l'École grand-ducale saxonne des arts de Weimar)
- Marianne Brandt (1893-1983), peintre, photographe et designer
- Adolph Straube, sculpteur
- Carl Hüttner, stuqueur